# Debreczeni János (kanonok)
Zágoni Debreczeni János (Szeged, 1836. március 21. – Eger, 1921. március 25.) magyar katolikus pap, egri kanonok, egyházi író.

## Élete
Szülei iparosok voltak. A gimnáziumot szülővárosában végezte a kegyesrendieknél, ahol tanára Csaplár Benedek ösztönzésére mint 8. osztályú ifjú Ipolyi Arnold Mythologiájához ő is gyűjtött adatokat. 1854-ben az egri papnevelő intézetbe lépett és két ízben nyert pályadíjat, egy bibliai értekezéssel és egy alkalmi szentbeszéddel. 
1858. augusztus 29-én misés pap és Tiszaörsön káplán lett, itt buzgón gyűjtötte a népéletre vonatkozó adatokat, melyeket Czuczor Gergely és Fogarasi János felhasználtak a Magyar Nyelv Szótárában. 1859-ben Egyeken Tárkányi Béla mellett lett káplán, innét 1861-ben Törökszentmiklósra rendelte főpásztora, ahol akkor Ipolyi Arnold tartózkodott, aki az ifjút a tudomány iránt való szeretetre lelkesítette. 1863-ban Jászberénybe helyezték át és 1864-ben hajdúböszörményi plébános lett. Négy évi működés után lemondott javadalmáról és Egerbe költözött, ahol mint a Foglár-féle intézet aligazgatója, káptalani karkáplán és hitelemző működött. 
Szellemi kiképzésére nagy hatással volt a mindennapi érintkezés Ipolyival, Tárkányival és Szvorényival. 1872-ben Karcagra ment plébánosnak és 1879-ben püspökladányi esperessé neveztetett ki. 1886-ban címzetes kanonok és 1888 őszén szabolcsi főesperes, végül 1890. május 1-jén valóságos kanonok és az egri papnevelő intézet kormányzója lett.

## Művei

### Értekezései és cikkei
Néhány szó nemzeti hagyományaink és a tájszógyűjtés ügyében (Vasárnapi Ujság 1859.), Kapisztrán sz. János életrajza. (Egri Népkönyvtár I. Téli Esték. 1878.), A kereszténység küzdelme a pogánysággal hazánkban (Egri Naptár 1865.), vallási, nevelési, történeti és egyháztörténeti cikkei a Religióban (1866-68.), Szegedben (1866. Dolgos János névvel, 1867.), Jász-Nagy-Kún-Szolnokban (1877-78.), Magyar Államban (1874. 120 sz. 1879.), Egri Egyházmegyei Közlönyben (1871. 1881-1882. 1884.) és több közleménye van a Hazánkban, Katholikus Társadalomban, Katholikus Néplapban és Egerben.
Emellett szerkesztette az Egri Egyházmegyei Közlönyt 1869. jan. 15-től 1872. jul. 16-ig.

### Önálló művei
- Alkalmi beszéd, melyet Erzsébet, Magyarország királynéja ő felségének Budán, 1868. ápr. 22. történt szerencés szülése után a hajdú-böszörményi latin szert. r. kath. egyházban ápr. 26. mondott. Eger, 1868.
- Szentek élete, kiadja a Szt. István társulat. Uo. 1878. (V. rész.)